# Limonium albidum
Limonium albidum är en triftväxtart som först beskrevs av Giovanni Gussone, och fick sitt nu gällande namn av Sandro Alessandro Pignatti. Limonium albidum ingår i släktet rispar, och familjen triftväxter. Inga underarter finns listade i Catalogue of Life.